# Фредді Норвуд
Фредді Норвуд (англ. Freddie Norwood; нар. 14 лютого 1970, Сент-Луїс) — американський професійний боксер, чемпіон світу за версією WBA (1998—1999, 1999-2000) в напівлегкій вазі.

## Професіональна кар'єра
1989 року дебютував на професійному рингу. Маючи рекорд 29-0-1 3 квітня 1998 року вийшов на бій за вакантний титул чемпіона світу за версією WBA у напівлегкій вазі проти Антоніо Серменьо (Венесуела) і здобув перемогу одностайним рішенням суддів. Провівши два вдалих захисти титулу, але 22 вересня 1998 року втратив титул під час зважування, не вклавшись в ліміт вагової категорії перед боєм з Кодзі Мацумото (Японія).
Здобувши перемоги над Мацумото та в наступному бою над Мойзесом Родрігесом (Мексика), 29 травня 1999 року вийшов на бій проти чемпіона світу за версією WBA в напівлегкій вазі Антоніо Серменьо і здобув перемогу розділеним рішенням. Після цього переміг в трьох захистах майбутніх чемпіонів світу Хуана Мануель Маркеса (Мексика), Косімото Такасі (Японія) і Пабло Чакона (Аргентина).
9 вересня 2000 року програв технічним нокаутом в одинадцятому раунді Дерріку Гейнеру (США).
Втративши титул чемпіона світу, Норвуд припинив виступи на шість років, а після повернення на ринг на титульні поєдинки не виходив.